# 심내막염

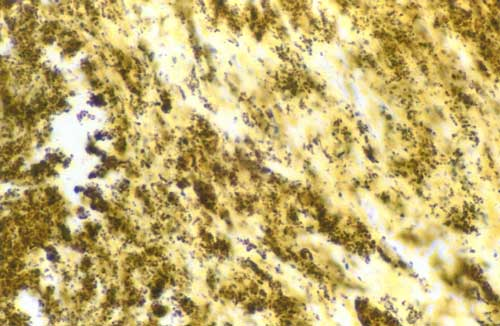

심내막염은 심장 내막의 염증이다. 심장 판막에까지 영향을 준다.
심내막염을 분류하는 방법은 여러가지가 있다. 가장 단순한 분류법은 병인에 기반한 것이다: 감영성인가 아닌가. 즉, 미생물이 감염의 원인인가 아닌가. 그럼에도 불구하고 심내막염의 진단은 임상적인 특징에 기반을 두는데, 심초음파와 혈액 배양 검사와 같은 검사가 그것이다.

## 같이 보기
- 심장판막증